# Radkomm
Der Radkomm e. V. (Eigenschreibweise RADKOMM) ist ein Umweltschutzverein, der sich für die Verkehrswende einsetzt und den gleichnamigen Radkomm Kongress ausrichtet. Dieser findet seit 2015 statt, ist mittlerweile der größte Mobilitäts-Think-Tank in Nordrhein-Westfalen und seit seinem Debüt 2015 zum bedeutendsten Kongress für nachhaltige Mobilität in Deutschland geworden. Der gemeinnützige Verein wurde 2016 in Köln gegründet, ist politisch unabhängig und überparteilich. Radkomm initiierte und koordinierte die Volksinitiative Aufbruch Fahrrad in Nordrhein-Westfalen.

## Ziele
Radkomm arbeitet zu urbaner Mobilität der Zukunft, die den Menschen in den Mittelpunkt stellt und Autoverkehr eindämmt. Demnach soll der Fußverkehr die erste Priorität haben, gefolgt von Radverkehr und ÖPNV. Der private PKW-Verkehr ordnet sich der nachhaltigen Mobilität unter. Ebenso plädiert Radkomm für eine Umsetzung der Vision Zero. Der Verein betreibt mit seiner Arbeit gezieltes Agenda Setting für die Verkehrswende. Ein zentrales Ziel von Radkomm ist das Schaffen einer neuen Kommunikationskultur im Diskurs um die Verkehrswende und Klimaschutz. NRW-Ministerpräsident Hendrik Wüst bezeichnet die durch Radkomm vertretene Kommunikation als „konstruktiv, pro-aktiv und unideologisch“.
Konkrete, von Radkomm benannte Ideen zur Umsetzung der Verkehrswende sind unter anderem:
- autofreie Innenstädte und Einrichtung von “Superveedeln” oder “Superkiezen” nach dem Vorbild der Superblocks in Barcelona
- Neuplanung urbaner Mobilität mit dem Ziel, den motorisierten Individualverkehr überflüssig zu machen
- Autoparkplätze zugunsten der Barrierefreiheit auf Garagen und Parkhäuser verlagern
- Tempo 30 als Regelgeschwindigkeit im gesamten Stadtgebiet
- Schrittgeschwindigkeit in Wohnstraßen
- Umstellung des Lieferverkehrs auf Lastenräder
- konsequenter Ausbau von Radschnellwegen

## Kongress und Aktivitäten
2015: Radkomm #1 „Radfahren macht reich“

Die erste Radkomm fand am 20. Juni 2015 mit insgesamt 250 Besucherinnen und Besuchern statt. Unter den Vortragenden waren die unabhängige Oberbürgermeisterinnen-Kandidatin Henriette Reker, Verkehrswissenschaftler und Betreiber des mehrfach prämierten Blog Zukunft Mobilität Martin Randelhoff sowie Vertreterinnen des ADFC Köln. Für Arndt Klocke, Landtagsabgeordneter der Grünen NRW, ist die Radkomm „ein hochinformativer, gutbesuchter fahrradpolitischer Kongress“.
2016: Radkomm #2 „Rad macht Stadt“

Am 18. Juni 2016 fand die Radkomm #2 statt. Ute Symanski eröffnete die Radkomm. Vorträge gab es von Michael Cramer als Mitglied des Europaparlaments im Ausschuss für Verkehr und Fremdenverkehr (TRANS), Heinrich Strößenreuther von der Initiative Volksentscheid Fahrrad in Berlin. Es folgten Workshops zu Fahrradaktivismus und Stadtplanung sowie Podiumsdiskussionen und Panels.
2016 wurde der gemeinnützige Verein Radkomm e. V. gegründet.
 2017: Radkomm #3 „Stadt-Rad-Luft“

Zum dritten Mal fand die Radkomm am 17. Juni 2017 statt, unter der Frage, wie die städtische Luftqualität verbessert werden kann. Es sprechen Oberbürgermeisterin der Stadt Köln Henriette Reker, die Kölner Dezernenten für Verkehr und Umwelt Andrea Blome und Harald Rau sowie Stadt- und Verkehrsplaner Heiner Monheim. Es folgen zahlreiche Workshops und Diskussionen, unter anderem mit der verkehrspolitischen Sprecherin der SPD Christiane Martin und der stellvertretenden Vorsitzenden des Verkehrsausschuss Susana dos Santos Herrmann.
2018: Radkomm #4 „Aufbruch Fahrrad“ 

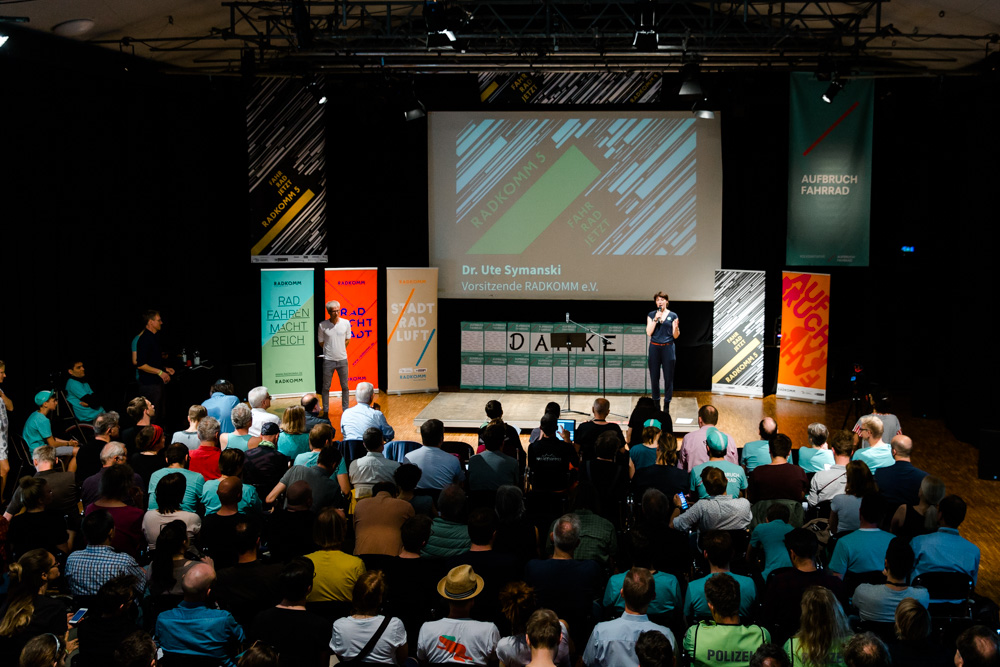
Ute Symanski eröffnet die RADKOMM #5

Bei der Radkomm #4 am 16. Juni 2018 standen Radentscheide und Bürgerbeteiligung im Fokus. Zum ersten Mal kamen Vertretende aller Radentscheide in Deutschland aus Aachen, Bamberg, Bayern, Berlin, Darmstadt, Frankfurt, Hamburg, Kassel und Stuttgart zusammen. Die Radkomm #4 war gleichzeitig Auftakt der Volksinitiative Aufbruch Fahrrad in NRW. Die Initiative hat sich das Ziel gesetzt, den landesweiten Anteil des Radverkehrs bis 2025 auf 25 Prozent zu erhöhen.
Eröffnet wurde die Radkomm von Ute Symanski. Den Eröffnungsvortrag „Den Aufbruch wagen“ hielt Verkehrswissenschaftler Hermann Knoflacher aus Wien. Weitere vortragende Gäste waren die Kölner Oberbürgermeisterin Henriette Reker und Dezernent für Umwelt und Soziales der Stadtverwaltung Köln Harald Rau.
 2019: Radkomm #5 „Fahrrad jetzt!“ 

Bei der Radkomm #5 wurde die gesammelte Stimmenanzahl der Volksinitiative Aufbruch Fahrrad erstmals verkündet. Unter den Vortragenden waren unter anderem der dänische Stadtplaner Mikael Colville-Andersen, Jürgen Resch, Geschäftsführer der Deutschen Umwelthilfe, die Fahrradbeauftragten der Polizei Köln sowie der Stadt Köln und Kathrin Henneberger vom Institute of Environmental Justice e. V. und Ende Gelände. Im Rahmen der Radkomm fand am Ebertplatz ein Die-in statt.
 2020: Radkomm „Quarterly“ 

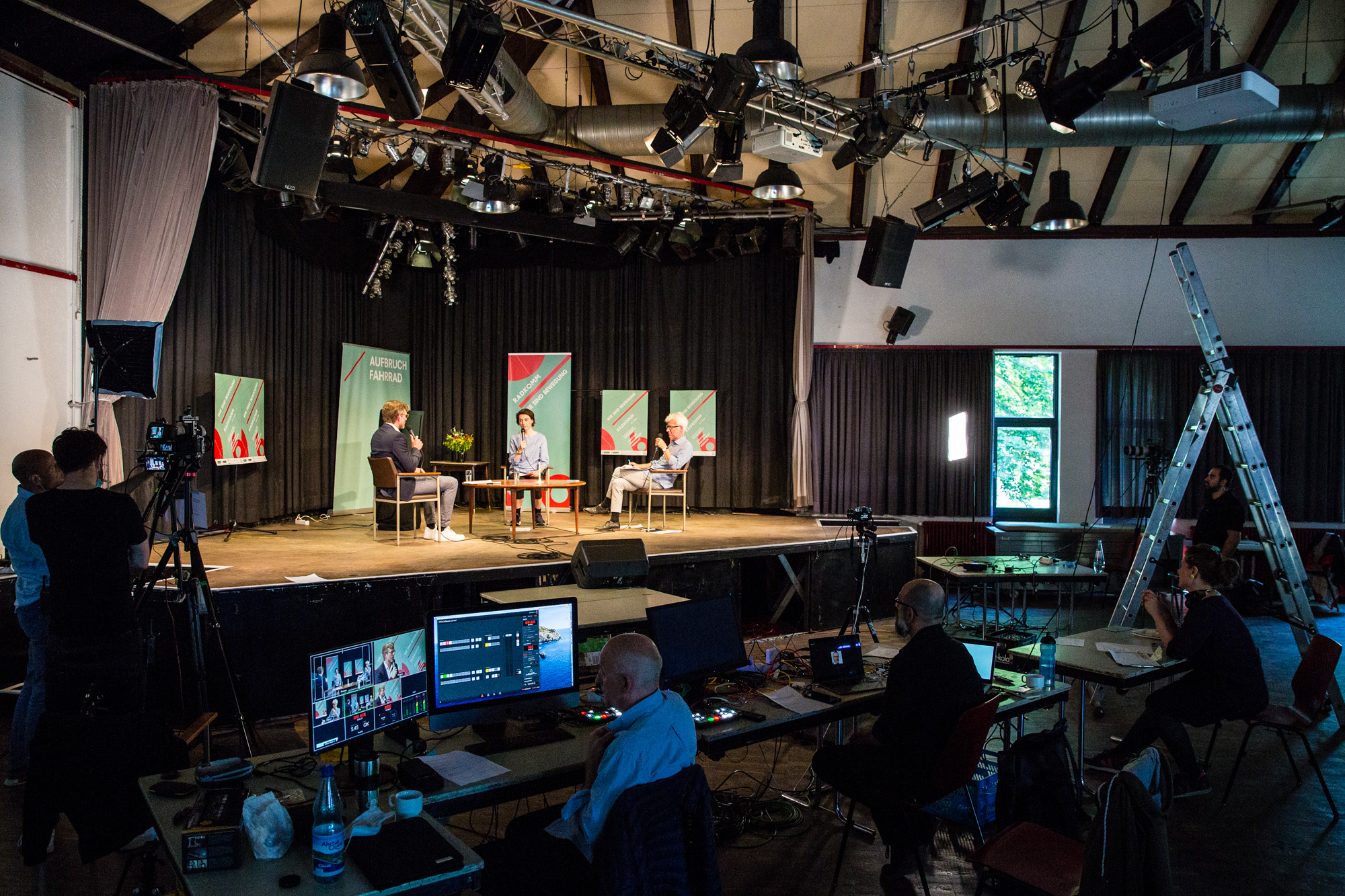
Produktion von RADKOMM.TV

Am 4. Februar 2020 fand die Radkomm Quarterly mit Nordrhein-Westfalens damaligen Verkehrsminister und aktuellem Ministerpräsidenten Hendrik Wüst statt. Ute Symanski sprach gemeinsam mit Michael Adler vor über 200 Gästen im Bürgerzentrum Ehrenfeld mit dem Minister über nachhaltige Mobilitätspolitik für NRW und darüber, wie nach dem Erfolg der Volksinitiative Aufbruch Fahrrad die Forderungen in ein Fahrradgesetz für NRW einfließen werden.
2020: Radkomm #6 Wir sind Bewegung 

Für die Radkomm #6 – „Wir sind Bewegung“ wurde aufgrund der pandemischen Lage das Live-Streaming Format Radkomm.TV entwickelt. Es wurden Interviews untere anderem mit Leonie Bremer von Fridays for Future Deutschland, Neurowissenschaftlerin und Autorin Maren Urner, NRW Verkehrsminister Hendrik Wüst und Verkehrswissenschaftler Hermann Knoflacher geführt. Des Weiteren wurden interaktive online Workshops angeboten.

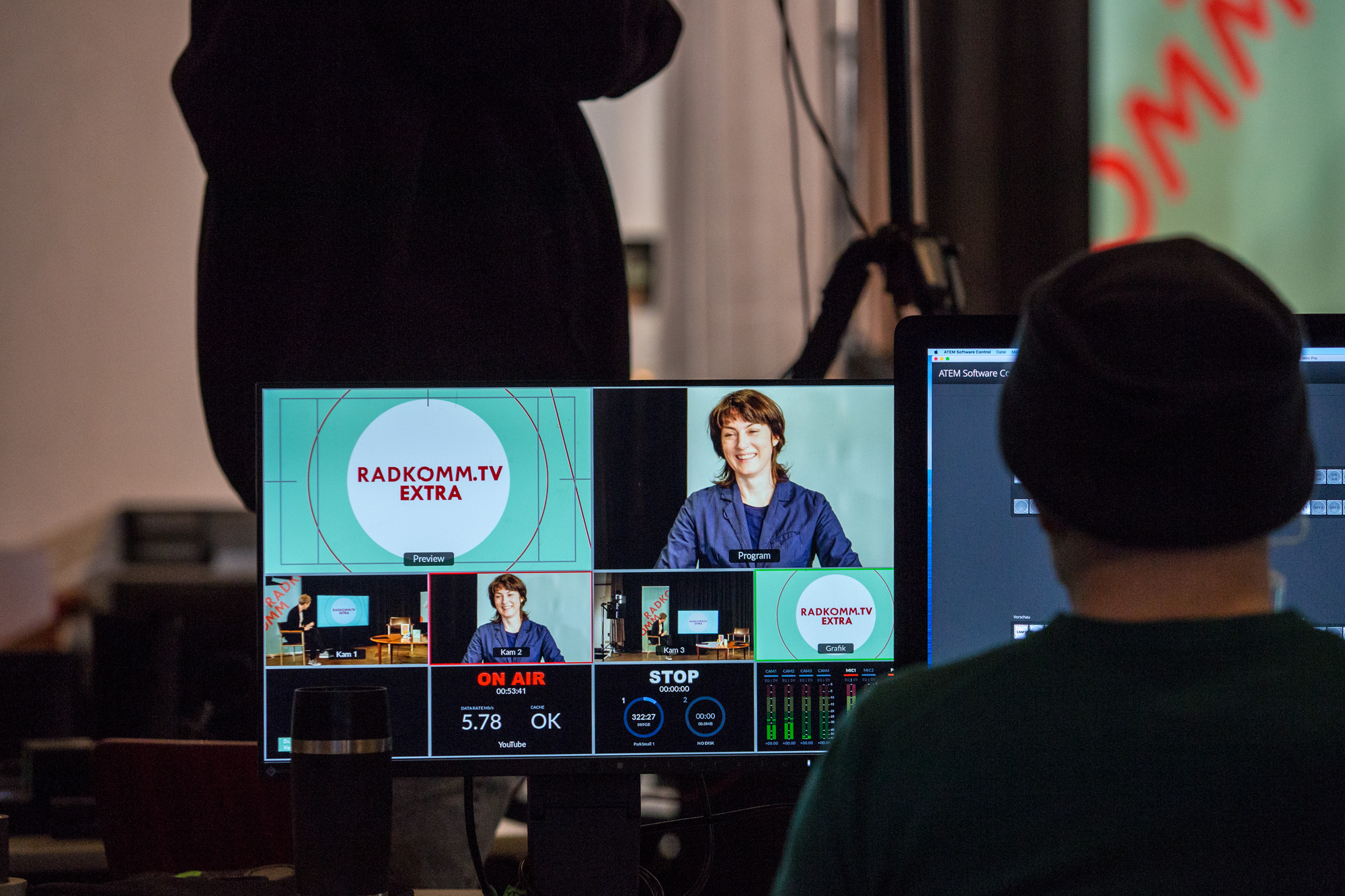
Radkomm.TV Spezial zum Fahrrad- und Nahmobilitätsgesetz NRW

 2021: Radkomm #7 Spezial zum Fahrrad- und Nahmobilitätsgesetz NRW 

Diese Sonderausgabe von RADKOMM.TV hat sich nur mit dem Gesetzesentwurf für das geplante Fahrrad- und Nahmobilitätsgesetz NRW beschäftigt. Ministeriumsvertreter und Experten haben den Entwurf beurteilt und erläutert. Danach diskutierten die Vertreter von ADFC, BUND, FUSS e. V., Radkomm, VCD und Zukunft Fahrrad den Entwurf aus Sicht der Initiatoren und Unterstützer der erfolgreichen Volksinitiative Aufbruch Fahrrad.
 2021: 25 % bis 2025: „Aufbruch Fahrrad“-Demo vor dem Düsseldorfer Landtag ===
Mit einer unübersehbaren Botschaft – nämlich 25 % bis zum Jahr 2025 in meterhohen, roten Lettern – wurde am Tag der Wahl Hendrik Wüsts zum neuen Ministerpräsidenten an alle Landespolitik-Betreibenden appelliert, den Entwurf des Fahrrad- und Nahmobilitätsgesetzes nachzubessern. Auch das Bekenntnis zu 25 % Radverkehrsanteil bis zum Jahr 2025 gehört dazu.
 2022: Radkomm #8 Extra „Hallo Fahrradgesetz“ 

Zum 1. Januar 2022 ist das Fahrrad- und Nahmobilitätsgesetz für NRW in Kraft getreten – ein direkter Erfolg der von Radkomm initiierten Volksinitiative „Aufbruch Fahrrad“. Unter dem Motto „Hallo Fahrradgesetz“ wurde – moderiert von Vivien Leue – mit Expertinnen und Aktivistinnen aus der Mobilitätsszene diskutiert – konkret ging es im ersten Teil der Veranstaltung um die Frage „Was ändert das Fahrrad- und Nahmobilitätsgesetz konkret in NRW?“. Auf dem Podium saßen die Leiterin des Bereiches Technik und Umwelt von Straßen NRW, Ursula Buttgereit, AGFS-Vorständin Christine Fuchs und Ute Symanski.
Im Anschluss wurde über die Frage „Welche Impulse gibt das Fahrrad- und Nahmobilitätsgesetz für die bundesweite Verkehrswende?“ gesprochen. Hier äußerten sich ADFC-Bundesvorsitzende Rebecca Peters, Ruth Hammerbacher (Bundesvorständin FUSS e.V.) sowie Radkomm-Expertin Sonja Thiele.
 2022: Radkomm.Talk mit Katja Diehl 

Mobilitätsexpertin und Bestseller-Autorin Katja Diehl las aus ihrem Buch „Autokorrektur - Mobilität für eine lebenswerte Welt“. Im Anschluss fand ein Gespräch zwischen Katja Diehl und Ute Symanski zu Optionen der Verkehrswende statt. Zudem wurden Fragen aus dem Publikum beantwortet.
 2022: Wanderbäume für die Michael-Ende-Grundschule in Köln-Ehrenfeld 

Vor der Kölner Grundschule werden zwei Wanderbäume aus dem Projekt „Wanderbaumallee“ aufgestellt und in Folge für das wöchentliche Adventssingen genutzt. Unter Federführung des Verkehrsclubs Deutschland Regionalverband Köln e.V. (VCD) bringt die Wanderbaumallee seit 2019 mehr Grün in die Stadt. Initiiert wurde die Aufstellung der neuen Module gemeinsam von Radkomm und der Michael-Ende-Grundschule.
2023: Radkomm.Talk: Metropolen in Bewegung – wie die Verkehrswende gelingt I Film und Diskussion
In der von Ute Symanski moderierten spannenden Gesprächsrunde mit Filmemacher Valentin Thurn (Produzent), Johan von Mirbach (Regisseur), Viktor Haase, NRW-Staatssekretär für Umwelt, Naturschutz und Verkehr und Ascan Egerer, Kölns Beigeordnetem für Mobilität, ging es nach der gemeinsamen Betrachtung des Filmes „Wie gelingt die Verkehrswende? Metropolen in Bewegung“ um Impulse für die Beschleunigung der Verkehrswende in Köln und ganz NRW. Es wurden „Verhinderer“ genannt und die „Wünsch’ dir was-Fee“ kam zu Wort.
Kölner Fahrradsternfahrt

2018 und 2019 organisierte Radkomm die jährliche Fahrradsternfahrt Köln, die gemeinsam mit den Umweltschutzvereinen und Akteuren für nachhaltige Mobilität durchgeführt wird.

## Preise
Vorläufer der Radkomm ist das Projekt REWK – RadExpressWegeKöln, ein Konzept zur Einrichtung eines innerstädtischen Radschnellwegs. Das Projekt REWK gewann 2013 einen Kölner Stadtentwicklungspreis.
Radkomm hat für das Projekt Aufbruch Fahrrad gemeinsam mit dem ADFC NRW den 2. Deutschen Fahrradpreis 2019 in der Kategorie Kommunikation gewonnen.
2019 wurde Radkomm für das Projekt Aufbruch Fahrrad der Regenbogenpreis verliehen. Die Fraktion Bündnis 90/Die Grünen in der Landschaftsversammlung Rheinland vergibt alle zwei Jahre diesen Preis an Menschen, die sich durch besonderes Engagement oder Ideen im Bereich des Umwelt- und Naturschutz im Rheinland ausgezeichnet haben.

## Finanzierung
Die Radkomm wird finanziell unterstützt durch die Stiftung Mercator (2019, 2020), die Stiftung Umwelt und Entwicklung NRW (2016–2019), sowie die Stadt Köln (seit 2015).